# Туф Бандельє
35°45′50″ пн. ш. 106°19′19″ зх. д. / 35.763888888889° пн. ш. 106.32194444444° зх. д.
Туф Бандельєр — це геологічна формація, що виявляється в горах Хемес та навколо них на півночі Нью-Мексико. Його радіометричний вік становить від 1,85 до 1,25 мільйона років, що відповідає епосі плейстоцену. Туф вивергався в серії з щонайменше трьох вивержень кальдери в центральних горах Хемес.
Туф Бандельєр був одним з перших ігнімбритів, виявлених у геологічному літописі, і був ретельно вивчений геологами, які прагнули зрозуміти процеси, пов'язані з вулканічними супервиверженнями.